# Aleksandr Siediakin
Aleksandr Ignatiewicz Siediakin, ros. Александр Игнтьевич Седякин (ur. 14 listopada?/26 listopada 1893 w  Petersburgu, zm. 29 lipca 1938 w miejscu egzekucji Kommunarka pod Moskwą) – komandarm II rangi Armii Czerwonej.

## Życiorys
Urodzony w rodzinie podoficera służby długoterminowej armii carskiej. ukończył szkołę geodezyjną. Pracował jako mierniczy na Syberii. Od 1913 studiował w Wyższej Szkole Rolniczej. W 1914 roku został wcielony do wojska, a w następnym roku ukończył Irkucką Szkołę Oficerską. Uczestnik I wojny światowej, na stanowiskach inżyniera dywizjonu, w stopniu sztabskapitana. Walczył na Froncie Północnym. Dwa razy ranny. Członek Socjaldemokratycznej Partii Robotniczej Rosji od 1917. Uczestniczył w organizowaniu Rad Robotniczych i Żołnierskich (RDRiŻ). Przewodniczący RDRiŻ pułku. W listopadzie 1917 przewodniczący Rady Komisarzy Armii i praktycznie dowódca Armii. W czasie wojny domowej 1918-1920 dowódca 3 Samodzielnej Woroneskiej Brygady Strzelców, pomocnik dowódcy 13 Armii, szef sztabu Frontu Południowego, dowódca 31 Brygady Strzelców, 15 Niżeńskiej Brygady Strzelców.
Po wojnie domowej inspektor piechoty Piotrogrodzkiego Okręgu Wojskowego (OW), brał udział w likwidacji powstania marynarzy w Kronsztadzie w 1921, jako dowódca Grupy Południowej 7 Armii. W 1923 ukończył Wyższe Akademickie Kursy w Akademii RKKA. Wyznaczony na dowódcę 5 Armii na Dalekim Wschodzie. Później dowodził wojskami Rejonu Karelskiego Piotrogrodzkiego OW, potem dowódca Nadwołżańskiego OW. Od końca 1927 zastępca szefa Zarządu Głównego Robotniczo–Chłopskiej Armii Czerwonej, inspektor piechoty i broni pancernej Armii Czerwonej. W latach 1931–1932 komisarz i komendant Wojskowej Akademii Technicznej im. F. Dzierżyńskiego. W latach 1933–1936 zastępca szefa sztabu Armii Czerwonej i inspektor wyższych szkół i akademii wojskowych. Od 1934 członek Rady Wojskowej przy ludowym komisarzu obrony ZSRR. Od 1936 szef Zarządu Obrony Przeciwlotniczej Armii Czerwonej. Od lipca 1937 dowódca Obrony Przeciwlotniczej Bakińskiego OW.
W czasie Wielkiego terroru aresztowany 2 grudnia 1937 przez NKWD pod zarzutem szpiegostwa i udziału w spisku wojskowym. 29 lipca 1938 roku skazany przez Kolegium Wojskowe Sądu Najwyższego ZSRR na śmierć. Rozstrzelany w miejscu egzekucji Kommunarka pod Moskwą i tam pochowany anonimowo. Zrehabilitowany 4 sierpnia 1956 roku.
Odznaczony:  Order Czerwonego Sztandaru dwukrotnie.